# Wald und Schiefergruben bei Langhecke und Klein-Weinbach
Wald und Schiefergruben bei Langhecke und Klein-Weinbach este o arie protejată (arie specială de conservare — SAC, sit de importanță comunitară — SCI) din Germania întinsă pe o suprafață de 331,31 ha, integral pe uscat.

## Localizare
Centrul sitului Wald und Schiefergruben bei Langhecke und Klein-Weinbach este situat la coordonatele 50°23′24″N 8°15′35″E / 50.39°N 8.2597°E.

## Înființare
Situl Wald und Schiefergruben bei Langhecke und Klein-Weinbach a fost declarat sit de importanță comunitară în iunie 2000 pentru a proteja 3 specii de animale. Situl a fost protejat și ca arie specială de conservare în martie 2008.

## Biodiversitate
Situată în ecoregiunea continentală, aria protejată conține 9 habitate naturale: Liziere de ierburi înalte hidrofile de câmpie și de nivel montan până la alpin, Grohotișuri silicioase medio-europene, la altitudine înaltă, Pante stâncoase silicioase cu vegetație casmofită, Roci stâncoase cu vegetație pionieră de Sedo-Scleranthion sau Sedo albi-Veronicion dillenii, Păduri de fag Luzulo-Fagetum, Păduri de fag Asperulo-Fagetum, Păduri de stejar și carpen Galio-Carpinetum, Păduri pe pante, grohotișuri și ravene de Tilio-Acerion, Păduri aluvionare cu Alnus glutinosa și Fraxinus excelsior (Alno-Padion, Alnion incanae, Salicion albae).
La baza desemnării sitului se află mai multe specii protejate:
- mamifere (2): liliac cu urechi mari (Myotis bechsteinii), liliac comun (Myotis myotis)
- nevertebrate (1): Euplagia quadripunctaria

Pe lângă speciile protejate, pe teritoriul sitului au mai fost identificate 7 specii de mamifere, 1 specie de nevertebrate.